# Kytajhorod (obwód dniepropetrowski)
Kytajhorod (ukr. Китайгород) – wieś na Ukrainie, w obwodzie dniepropetrowskim, w rejonie dnieprzańskim. W 2001 liczyła 2445 mieszkańców, spośród których 2361 wskazało jako ojczysty język ukraiński, 75 rosyjski, 1 białoruski, 1 ormiański, a 7 inny.

## Urodzeni
- Teodozjusz (Waszczinski)